# FS 471
Die Dampflokomotiven der Gattungen 471 und 472 der Ferrovie dello Stato Italiane (FS) waren durch Umbau entstandene Heißdampflokomotiven für den schweren Dienst auf Gebirgsbahnen.

## Geschichte

### Umbau der Lokomotive
Die Nassdampflokomotiven der Baureihe 470 entsprachen in den 1910er-Jahren bereits nicht mehr dem Stand der Technik, weshalb das technische Büro der FS deren Umbau zu Heißdampflokomotiven in Angriff nahm. Der Erste Weltkrieg verzögerte die Arbeiten, sodass erst 1916 drei Lokomotiven einen Schmidt-Kleinrohrüberhitzer erhielten. Es folgten weitere Lokomotiven, sodass 1923 bereits 37 Lokomotiven auf Heißdampf umgebaut waren, die alle der Baureihe 471 zugeteilt wurden.
Im Jahre 1922 wurde bei der Lokomotive 470.030 neben dem Einbau des Überhitzers auch der Hochdruckzylinderblock getauscht, womit die Zylinderbohrung von 375 mm auf 400 mm vergrößert wurde. Dies verbesserte das Verhältnis des Volumens der Hochdruckzylinder zu demjenigen der Niederdruckzylinder. Die Lokomotive wurde gleich nach dem Umbau der Baureihe 472 zugeordnet, behielt aber ihre laufende Nummer 030. Es folgten weitere Umbauten von Lokomotiven der Baureihe 471 in gleicher Art, lediglich drei Lokomotiven wurden direkt aus der Baureihe 470 zur Baureihe 472 umgebaut.
Im gesamten wurden 102 Lokomotiven zur Baureihe 471 und 27 zur Baureihe 472 umgebaut. 14 Lokomotiven der Baureihe 470 blieben ohne Umbau und wurden ab den 1940er-Jahren ausrangiert.
Ab 1931 wurden die Lokomotiven der Baureihe 472 der Baureihe 471.2 zugeordnet, die laufende Nummer wurde jeweils beibehalten.

### Umbau auf Schlepptenderbetrieb

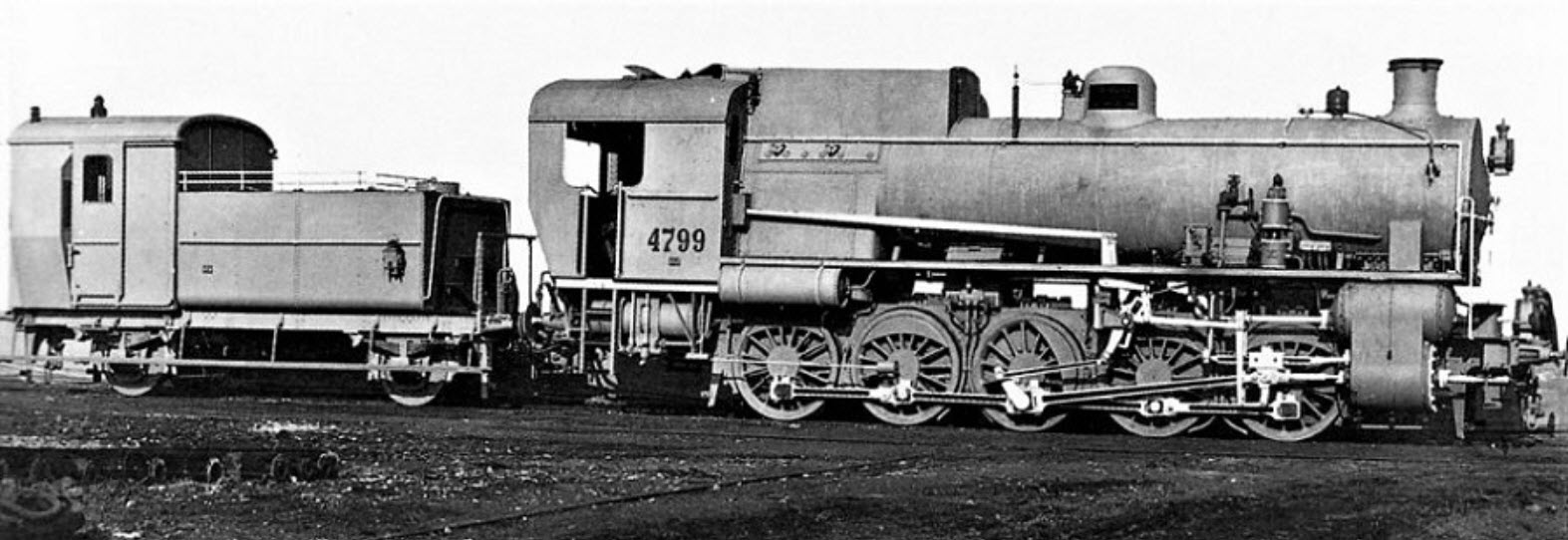
Eine Lokomotive der Baureihe 470 vor dem Umbau

Unabhängig von den vorgenannten Umbauten wurden einige Lokomotiven beider Serien ab Mitte der 1920er-Jahre zu Schlepptenderlokomotiven umgebaut. Das geschlossene Führerhaus der Baureihe 470 wurde durch ein hinten offenes Führerhaus ersetzt und die Lokomotive mit einem Schlepptender 3 T 12 gekuppelt, der von Lokomotiven der Baureihen 290 und 730 stammte, welche zum Abbruch vorgesehen waren. Ab Ende der 1930er Jahre wurden auch Schlepptender der Bauart 3 T 20 verwendet, die ursprünglich mit Lokomotiven der Baureihe 680 gekuppelt waren.
Der Umbau vergrößerte die Reichweite der Lokomotiven, weil neu sechs statt nur vier Tonnen Kohle mitgeführt werden konnte. Es wurden alle Lokomotiven der Baureihen 471 und 472 umgebaut, bis auf ungefähr 20 Lokomotiven 471, die ihren Wasserwagen mit Gepäckabteil behielten.
Während des Zweiten Weltkriegs verkehrten einige Lokomotiven mit Tender der Bauart 2’2’ T 22, die von Lokomotiven stammten, die durch Kampfhandlungen beschädigt waren. Sie erhielten aber nach dem Krieg ihre dreiachsigen Tender zurück.

## Betrieb

### Einsatz
Die Lokomotiven der Baureihen 471 und 472 verkehrten auf den Gebirgsstrecken des gesamten Streckennetzes der FS. Ein Schwerpunkt des Einsatzes bildete Sizilien.
| Region                 | Depot          | Strecken |
| ---------------------- | -------------- | --- |
| Sizilien               | Messina        | Villafranca Tirrena–Messina (ca. 10 Lokomotiven für Vorspann und Nachschub über den Peloritani-Pass, auch im Personenverkehr eingesetzt) |
| Sizilien               | Catania        | Catania–Caltagirone Motta –Regalbuto Catania–Messina                                                                                     |
| Kampanien / Basilikata |                | Battipaglia–Metaponto Strecken um Benevento                                                                                              |
| Kalabrien              | Paola          | |
| Umbrien                | Terni, Foligno | |
| Marken                 | Fabriano       | |
| Abruzzen               | Sulmona        | |

### Ausmusterung
Im Jahre 1947 wurden drei von Kampfhandlungen während des Zweiten Weltkriegs zerstörte Lokomotiven abgebrochen. 1956 waren noch 77 Lokomotiven der Baureihe 471 und 24 der Baureihe 471.2 im Bestand, 1964 gab es von beiden Baureihen zusammen noch 68 Lokomotiven. Im Jahr 1972 war nur noch die 471.332. Es ist keine Lokomotive museal erhalten geblieben.